# Moulin de Mistou
Le moulin de Mistou est un moulin constitué d'un immense parc situé sur le domaine de Montesquiou, à Mauperthuis en France.

## Localisation
Le moulin de Mistou est un domaine privé situé dans le département de Seine-et-Marne, sur la commune de Mauperthuis en région Île-de-France.

## Historique
Deux éléments d'intérêt sont présents en son parc : 
- La pyramide de Mauperthuis, du XVIIIe siècle, située dans le jardin du moulin, inscrite monument historique en 1988[1] ;
- La tour crénelée, dite tour des Gardes, située à l'entrée du moulin, inscrite en 1989[1].